# Renault Major
Die Renault R-Serie war eine LKW-Baureihe des französischen Herstellers Renault Véhicules Industriels, die 1980 vorgestellt wurde. Es handelte sich hierbei um einen modernisierten Berliet TR, da aufgrund der Fusion von Berliet und Saviem zu Renault Industrial alle bisherigen produzierten Fahrzeuge nur noch als Renault vermarktet wurden. Als Renault R310 mit einem 12-Liter-6-Zylinder-Dieselmotor mit 224 kW (305 PS) mit Turbolader, 9-Gang-Schaltgetriebe und Retarder wurde das erste Modell angeboten. Anfänglich war es erhältlich mit 19 Tonnen zulässigem Gesamtgewicht und zwei Radständen von 3,3 Metern und 3,6 Metern als Regionalverkehrs Lkw sowie als Sattelzugmaschine bis zu einem Gesamtgewicht von 38 Tonnen. Luftfederung an der Hinterachse und ABS waren optional erhältlich. Als Renault R360 mit einem 14,88-Liter-V8-Dieselmotor und 262 kW (356 PS) mit Turbolader und Direkteinspritzung folgte ein Fernverkehrs-LKW. Neben dem 9-Gang-Getriebe war auch optional ein Fuller 13-Gang-Schaltgetriebe erhältlich. Der R360 bot 44 Tonnen Gesamtgewicht als Sattelzugmaschine.
1984 wurde der R360 zum R370 mit nun 268 kW (365 PS), 9-Gang-Getriebe oder optional 12-Gang-Fuller-Getriebe. Der R340 löste 1986 den R310 ab mit ebenfalls einem 12-Liter-6-Zylinder-Dieselmotor und nun 249 kW (338 PS). Als Sattelzug waren hier nun auch 40 Tonnen Gesamtgewicht möglich. Im gleichen Jahr ersetzte auch der R390 den R370 mit einer Motorleistung von nun 286 kW (389 PS). Nun konnte auch eine zweite Liege in der Fahrerhauskabine geordert werden.
1988 erfolgte die nächste Überarbeitung. Der R365 mit dem 12-Liter-6-Zylinder-Dieselmotor und 275 kW (374 PS) mit 2x9 Splitgetriebe, Luftfederung an der Hinterachse und Retarder sowie 19 Tonnen als Verteiler- und 40 Tonnen als SZM kam zusätzlich ins Programm. Der R420 löste den R390 ab und hatte rundum innenbelüftete Scheibenbremsen. Die Leistung des 15L V8-Dieselmotor stieg auf 310 kW (422 PS). Die Ausstattung umfasste 2x9 Splitgetriebe, ABS, Differenzialsperre und Aluminium-Tank. Elektrisch verstellbare Außenspiegel waren optional erhältlich.
1990 erschien der neue Magnum AE. Die R-Serie erhielt ein Facelift im Außendesign sowie am Armaturenbrett.
Nunmehr wurde der R365 zum R380 mit dem 12-Liter-6-Zylinder-Dieselmotor mit 275 kW (374 PS), einem 2x9 Split-Schaltgetriebe, Luftfederung, Retarder und beheizbaren Außenspiegeln. Optional waren ABS und Bordcomputer erhältlich.
1992 benannte man die Serie zu Renault Major um. Der R380 wurde dabei zum R385 mit nun 283 kW (385 PS). Bis 1996 wurde der Major gebaut, wobei der R385 als Regionalverkehrs-LKW die meistverkaufte Variante war und der R420 nur noch wenig seit Erscheinen des Magnum AE verkauft wurde. Der Renault Premium wurde der Nachfolger der Serie.